# Dvalinia axillaris
Dvalinia axillaris är en stekelart som beskrevs av Karl-Johan Hedqvist 1977. Dvalinia axillaris ingår i släktet Dvalinia och familjen puppglanssteklar. Inga underarter finns listade i Catalogue of Life.